# 萧景先
蕭景先（438年—487年），原名道先。南蘭陵郡蘭陵县（今江苏省常州市武进区）人，中国南朝齐皇族，刘宋員外郎蕭爰之之孫，始興王国中軍蕭敬宗之子。蕭道成的侄子。

## 生平
初任海陵王国上軍将軍，转任建陵县令。回建康担任新安王国侍郎，转任桂陽国右常侍。蕭道成屯駐淮陰，蕭道先以本官兼任軍主跟随蕭道成，成为心腹部下。历任後軍行参軍、邛县令、員外郎。蕭賾担任广興国相，萧道先担任蕭賾属下寧朔府司馬。476年（元徽四年），蕭賾为鎮西長史，蕭道先为鎮西長流参軍，受号寧朔将軍。从蕭賾转任撫軍中兵参軍、諮議。478年（昇明二年）为蕭賾属下征虜府司馬，兼新蔡郡太守。在蕭道成属下屯駐盆城，镇压沈攸之，召還建康，受号驍騎将軍。479年（昇明三年），蕭賾为中軍大将軍，蕭道先为撫軍中軍二府司馬，兼左衛将軍。同年（建元元年），南齐建立，萧道先转任太子左衛率，封新吴县伯。为蕭道成避諱，萧道先改名萧景先。
十一月，出为持節、督司州軍事、寧朔将軍、司州刺史，兼義陽郡太守。沿边筑戍、防御北魏。同年冬，北魏諸軍进攻淮水、泗水流域。義陽謝天蓋联结北魏，自称司州刺史，萧景先報告督府，豫章王蕭嶷派中兵参軍蕭惠朗率领二千人救援蕭景先。蕭惠朗依山築城，遮断交通，討伐謝天蓋的党羽。北魏派遣南部尚書頞跋屯駐汝南，洛州刺史昌黎王馮熙屯駐清丘。萧景先周密防備以待魏軍进攻。豫章王蕭嶷派寧朔将軍王僧炳、前軍将軍王应之、龍驤将軍庄明率领三千人屯駐義陽关外，作为蕭景先的援軍。魏軍退却，蕭景先受号輔国将軍。
482年（建元四年），武帝萧赜即位为齐武帝，征萧景先为侍中，受号左軍将軍。兼领军将军。景先是武帝旧交，特见親密。武帝召他到景陽楼谈论往事，武帝只让豫章王蕭嶷一人作陪。483年（永明元年）正月，任中領軍。武帝到郊外遊玩射雉，萧景先披甲相从，左右查访。進爵为侯。以本官兼太子詹事。母亲去世，辞職服喪，喪期已满，再起担任領軍将軍。转任征虜将軍、丹陽尹。
487年（永明五年），桓天生率少数民族作乱，北魏攻雍州、司州二州，萧景先假節率司州諸軍戍边，北上義陽。萧景先大軍屯駐義陽城北，安抚百姓。在軍中得病，去世。享年五十岁。追贈侍中、征北将軍、南徐州刺史，谥忠侯。

## 子
其子蕭毅，历任太子舍人、太子洗馬、隨王友、永嘉郡太守、大司馬諮議参軍、南康郡太守、中書郎、撫軍司馬、北中郎司馬，被齐明帝猜忌，497年（建武四年）被殺害。

## 延伸阅读
[在维基数据编辑]
 《南齊書/卷38》，出自萧子显《南齊書》
 《南史·卷41》，出自李延壽《南史》